# Andrij Vedenmejer
Andrij Vedenmejer (ukrajinsky: Андрій Веденмеєр, rusky: Андрей Веденмеер, * 24. listopadu 1971 Simeiz, Krym) je bývalý ukrajinský reprezentant ve sportovním lezení. Mistr světa i Evropy a vítěz světového poháru v lezení na rychlost.

## Výkony a ocenění

### Závodní výsledky
| Mistrovství světa | Mistrovství světa |
| Rok               | 1995              |
| ----------------- | ----------------- |
| Rychlost          | 1                 |

| Světový pohár | Světový pohár | Světový pohár |
| Rok           | 1998          | 2000          |
| ------------- | ------------- | ------------- |
| Rychlost      | 1             | 1             |
| jednotlivě*   |               |               |

* poznámka: nalevo jsou poslední závody v roce
| Mistrovství Evropy | Mistrovství Evropy |
| Rok                | 1996               |
| ------------------ | ------------------ |
| Rychlost           | 1                  |

| Mistrovství Ukrajiny | Mistrovství Ukrajiny | Mistrovství Ukrajiny | Mistrovství Ukrajiny | Mistrovství Ukrajiny | Mistrovství Ukrajiny | Mistrovství Ukrajiny | Mistrovství Ukrajiny | Mistrovství Ukrajiny | Mistrovství Ukrajiny |
| Rok                  | 1992                 | 1994                 | 1995                 | 1996                 | 1997                 | 1998                 | 1999                 | 2000                 | 2001                 |
| -------------------- | -------------------- | -------------------- | -------------------- | -------------------- | -------------------- | -------------------- | -------------------- | -------------------- | -------------------- |
| Obtížnost            |                      | 1                    | 2                    | 2                    |                      |                      | 2                    | 2                    |                      |
| Rychlost             | 1                    |                      | 1                    | 1                    | 2                    | 1                    |                      |                      |                      |
| Bouldering           |                      |                      |                      |                      |                      |                      |                      | 2                    | 3                    |